# Maurizio Bettini
Maurizio Bettini (Bressanone, 24 de julio de 1947) es un filólogo, latinista y antropólogo italiano, que también es conocido como escritor.

## Trayectoria
Maurizio Bettini, formado en Pisa, hizo una tesis sobre Plauto, Grecismo e neoformazione come aspetti della creatività di Plauto, con el latinista Marino Barchiesi.
Desde 1974 empieza a explicar Gramática Griega y Latina en Pisa. 
Este profesor de clásicas y escritor, enseña Filología Clásica en la Facultad de Letras de la Universidad de Siena, donde ha fundado un centro específico de estudios, bajo el rótulo: «Antropologia e Mondo antico». Pero desde 1992 mantiene seminarios regulares en el Department of Classics de la Universidad de California en Berkeley. 
Además de sus publicaciones numerosas, dirige la serie «Mythologica» para Einaudi de Turín y colabora en las páginas culturales del diario  La Repubblica. Se han vertido al español El mito de Helena, El mito de Edipo. Imágenes y relatos de Grecia a nuestros días; y Elogio del politeísmo en 2016.

## Obras filológicas
- Studi e note su Ennio, Pisa: Giardini, 1979.
- trad. Plauto, Mostellaria e Persa, de M. Bettini, Milán: Mondadori, 1981.
- Il bizantino, Ist. Editoriali e Poligrafici, 1981.
- Antropologia e cultura Romana, Roma: La nuova Italia Scientifica, 1986 (Anthropology and Roman Culture, Baltimore: Johns Hopkins University Press, 1991).
- Verso un'antropologia dell'intreccio, Urbino: QuattroVenti, 1991.
- La maschera, il doppio e il ritratto (dir.), Bari: Laterza, 1991.
- Il ritratto dell'amante, Turín: Einaudi, 1992 e 2008 (The Portrait of the Lover, Berkeley-Los Angeles: Univ. of California Press, 1999; Le portrait de l'amant(e), París, Belin 2012).
- Familie und Verwandschaft in Rom, Múnich: Campus, 1992.
- Lo straniero, ovvero l'identità culturale a confronto (dir.) Bari: Laterza, 1992.
- Maschile / femminile. Genere e ruoli nella cultura antica (dir.) Bari: Laterza, 1993.
- I classici nell'età dell'indiscrezione, Turín: Einaudi, 1994. Tr.: Classical Indiscretions, Londres: Duckworth, 2001.
- Letteratura latina: storia letteraria e antropologia romana (dir.) 3 v., Florencia: La nuova Italia, 1995; luego aumentado.
- I signori della memoria e dell'oblio (dir.), Florencia: La nuova Italia, 1996.
- Nascere. Storie di donne, donnole, madri ed eroi, Turín: Einaudi, 1998: Premio Isola d’Elba 1998. Tr. Women and Weasels: Mythologies of Birth in Ancient Greece and Rome, Chicago Univ., 2013
- La grammatica latina (dir.) 3 v. Florencia: La Nuova Italia, 1998.
- Il Vangelo di Marco, tradujo M. Bettini, in I Vangeli, Verona: Stamperia Valdonega, 2000.
- Francesco Petrarca sulle arti figurative. Tra Plinio e S. Agostino, Livorno: Sillabe, 2000.
- Le orecchie di Hermes. Studi di antropologia e letterature classiche, Torino. Einaudi, 2000. Tr. The Ears of Hermes. Communication, Images and Identity in the Classical World, Ohio University Press 2011.
- con Omar Calabrese, BizzarraMente, Milán: Feltrinelli, 2002.
- con Carlo Brillante, Il mito di Elena, Turín: Einaudi, 2002. Trad.: El mito de Helena. Imágenes y relatos de Grecia en nuestros días, Madrid: Akal 2008; y Le mythe d'Helène, París, Belin 2010.
- con Ezio Pellizer, Il mito di Narciso, Torino: Einaudi, 2003. Tr. Le mythe de Narcisse, París, Belin, 2010.
- Storia del porto di Livorno 1949-1994, Erasmo (Livorno), 2004
- con Giulio Guidorizzi, Il mito di Edipo, Turín: Einaudi, 2004. Tr. El mito de Edipo. Imágenes y relatos de Grecia a nuestros días, Madrid, Akal, 2008; y Le mythe d'Oedipe, París, Belin, 2010
- con Luigi Spina, Il mito delle Sirene - Immagini e racconti dalla Grecia a oggi, Turín: Einaudi, 2007; trad. fr. Le mythe des Syrènes, París, Belin, 2010.
- C'era una volta il mito, Palermo: Sellerio, 2007.
- Affari di famiglia. La parentela nella cultura e nella letteratura antica, Bolonia, Il Mulino, 2009
- Voci. Antropologia sonora della cultura antica, Turín: Einaudi, 2008.
- Alle porte dei sogni, Palermo: Sellerio, 2009.
- (con Cristiana Franco), Il Mito di Circe, Turín: Einaudi, 2010
- Contro le radici, Bolonia: il Mulino, 2012.
- Vertere. Un'antropologia della traduzione nella cultura antica, Turín: Einaudi, 2012.
- (con Alessandro Barbero), Straniero. L'invasore, l'esule, l'altro, Roma: Encyclomedia, 2012
- Je suis l'autre? Sur les traces du double dans la culture ancienne, París, Belin, 2012
- Elogio del politeismo. Quello che possiamo imparare dalle religioni antiche, Bolonia, Il Mulino, 2014. Tr. Elogio del politeísmo, Madrid: Alianza, 2016.
- Dèi e uomini nella città. Antropologia, religione e cultura nella Roma antica, Carocci, 2015
- Il grande racconto dei miti classici, Bolonia: Il Mulino, 2015
- Radici. Tradizioni, identità, memoria, Bolonia: Il Mulino, 2016

## Narrativa
- Con i libri, Turín: Einaudi, 1996.
- In fondo al cuore, Eccellenza, Turín: Einaudi, 2001.
- Le coccinelle di Redún, Turín: Einaudi, 2004.
- Autentico assassinio, Roma: Nottetempo, 2007.
- Per vedere se, Génova: Il Nuovo Melangolo, 2011.
- Con l'obbligo di Sanremo, Turín: Einaudi, 2013.

## Enlaces
- Homepage de Maurizio Bettini Università di Siena